# Piaget SA
Piaget SA é uma empresa suíça que produz relógios e jóias de luxo, a Piaget foi fundada em 1874 por Georges Piaget, na cidade de La Côte-aux-Fées. Atualmente, pertence ao grupo suíço Richemont, especializado na indústria do luxo.

## História
Salvo indicação em contrário, as informações provêm do site da marca.

### Origens (1874-1942)
Em 1874, Georges Edouard Piaget instala seu primeiro ateliê na fazenda da família, situada em um pequeno vilarejo chamado La Côte-aux-Fées, na região suíça de Jura. Especializado em relógios de bolso e na fabricação de movimentos para relógios de alta precisão encomendados por marcas de grande prestígio, Piaget em pouco tempo vê seu nome transpor as fronteiras e montanhas da região.
Em 1911, Timothée Piaget, filho de Georges Piaget, assume o comando da empresa familiar. A manufatura passa a produzir também relógios de pulso..

### Marca registrada (1943-1955)
Graças ao impulso dado pelos netos do fundador, Gérald e Valentin Piaget, a marca Piaget é registrada em 1943. A manufatura de La Côte-aux-Fées começa a produzir suas próprias criações, desenvolvendo-se consideravelmente no plano internacional.
Em virtude deste acentuado crescimento, a empresa familiar abre uma nova manufatura em 1945, também em La Côte-aux-Fées, voltada mais especificamente para a inovação e o desenvolvimento de movimentos ultrafinos.

### Movimento ultrafino e criação de jóias (1956-1963)
Em 1957, a manufatura de La Côte-aux-Fées lança o Calibre 9P, primeiro movimento mecânico a corda manual ultrafino (2 mm de espessura).
Alguns anos mais tarde, em 1960, os profissionais de relojoaria da Piaget desenvolvem o Calibre 12P, o mais fino movimento automático do mundo, com 2,3 mm de espessura (oficialmente registrado no Guinness Book).
A coleção Piaget se diversifica. Além de relógios-moeda, relógios anel, relógios broches e relógios para abotoaduras, a Piaget cria as suas primeiras jóias. 
Em 1957, é lançado o relógio masculino Emperador, que se tornaria um modelo símbolo da marca.
Com o crescimento das atividades, a empresa decide abrir uma nova manufatura em Genebra, especializada na fabricação de jóias, e sua primeira loja, em 1959.

### A grande expansão (1964-1987)
O setor de joalheria registra um sucesso internacional imediato, graças a seus renomados clientes, como Jackie Kennedy, Gina Lollobrigida e Andy Warhol.
Em 1964, a Piaget apresenta os primeiros relógios equipados de mostradores com pedras preciosas (lápis-lazúli, turquesa, ônix e olho-de-tigre). Mais tarde, a empresa lança um relógio para abotoadura, que viria a se tornar o símbolo superlativo do relógio-jóia. Em 1976, surge o Calibre 7P, com movimento a quartzo, o menor de sua geração.
O relógio Piaget Polo, com seu estilo arrojado, é lançado em 1979, tornando-se um ícone da marca. A coleção Dancer, lançada em 1986, obtém o mesmo sucesso fulgurante.
Sob a presidência de Yves Piaget desde 1980, a Piaget continua a cultivar uma marcada preferência por produtos excepcionais. A marca se afirma cada vez mais como "o joalheiro que cria relógios".

### A fusão (1988-2000)
Em 1988, a manufatura Piaget é adquirida pelo Grupo Vendôme (atualmente Grupo Richemont), especializado no setor de luxo.
Nos anos 90, novas coleções são lançadas: Possession, Tanagra, Limelight e Miss Protocole, que oferece pulseiras intercambiáveis.
No segmento de relógios, a Piaget lança o modelo Altiplano e recria, em 1999, um de seus grandes clássicos: a linha Emperador.
Os modelos de alta relojoaria com mecanismos complicados são reunidos no âmbito de uma mesma coleção: Black Tie.

### Um novo movimento (2001-2008)
Em 2001, uma nova manufatura de alta relojoaria Piaget é inaugurada em Plan-les-Ouates, nos arredores de Genebra. Os movimentos continuam sendo fabricados em La Côte-aux-Fées, berço histórico da família. As novas instalações reúnem mais de 40 atividades ligadas aos setores de relojoaria e joalheria.
No mesmo ano, a Piaget lança uma nova versão do relógio Polo dos anos 70 e apresenta a coleção Magic Reflections. 
A manufatura desenvolve várias linhas de movimentos mecânicos e, em 2002, lança o primeiro movimento turbilhão da manufatura Piaget: o Calibre 600P, com 3,5 mm de espessura, é a espiral mais fina do mundo.
Em 2004, a Piaget comemora os 130 anos de sua criação.

## O know-how
A Piaget concebe, desenvolve e produz em suas próprias instalações os movimentos mecânicos de seus relógios.
A manufatura existe desde 1874 e atualmente reúne mais de 40 atividades, desde a concepção até a comercialização de relógios com grandes complicações ou de peças de alta joalheria..

### Movimento Ultrafino
A Piaget figura entre os precursores da fabricação de movimentos ultrafinos, tendo lançado os movimentos 9P manual e 12P automático, os mais finos do mundo de sua categoria em 1957 e 1960, respectivamente. Mais recentemente, esta herança levou ao lançamento dos modernos Calibres 430P, 450P e 438P, com apenas 2,1 mm de espessura. Essas recentes inovações equipam, por exemplo, os modelos da linha Altiplano.

### Movimento Turbilhão
O movimento Turbilhão levou mais de três anos para ser desenvolvido. O resultado desse amplo trabalho de pesquisa foi o Calibre 600P, o mais fino movimento turbilhão do mundo (3,5 mm de espessura). Sua carruagem é particularmente sofisticada: formada por 42 elementos minúsculos, entre os quais três pontes de titânio, ela pesa apenas 0,2 grama. O turbilhão "voador" — que se apóia em um eixo único — é gravado com o símbolo P da marca, o que aumenta a dificuldade de ajuste do balanço. Para garantir o máximo de confiabilidade, a montagem e a instalação de cada 600P são efetuadas por um único mestre relojoeiro.

### Movimento Turbilhão Skeleton
O movimento turbilhão "voador", complicação emblemática da Piaget, é o modelo com a forma mais fina do mundo (3,5 mm de espessura).
Dividido em 60 segmentos que representam os segundos, um acabamento guilloché em forma de sol irradia-se a partir da carruagem do turbilhão. O modelo, de ouro, é cravejado de pedras preciosas. Cada movimento com turbilhão skeleton, que deu origem a várias patentes, é montado e instalado por um único mestre relojoeiro.

### Movimento Retrógrado
O Calibre 560P é um movimento mecânico de corda automática. Criado, desenvolvido e produzido pela Manufatura Piaget, ele é equipado com o mecanismo complexo de retrogradação do indicador de segundos. O ponteiro avança de 0 a 30, descrevendo um arco na posição das 12 horas, e volta instantaneamente ao ponto de partida. Foram necessários 24 meses de desenvolvimento para definir seu acabamento de caráter artesanal: decoração Côtes de Genève circulares, polimento do platô, desenho e acabamento das pontes feitos à mão e parafusos azulados.

### Movimento Automático
Em 2006, foi lançada uma nova geração de movimentos mecânicos de corda automática. O 800P, que fornece indicação central das horas, dos minutos, dos segundos e do dia, é equipado com dois tambores que garantem uma reserva de marcha de 72 horas. Esse Calibre 12 linhas, ou seja, com 26,8 mm de diâmetro, gera uma freqüência tradicional de 21.600 vibrações por hora (3 hertz) e seu ajuste é efetuado por um balanço fixado por parafuso. A versão 850P dispõe de dois mostradores secundários – um pequeno, para os segundos, e o outro para indicar um fuso horário diferente. Para completar, o modelo apresenta um indicador dia/noite sincronizado com o fuso horário central.

### A técnica da esmaltação
A Piaget perpetua a arte da pintura em miniatura, graças a uma técnica de longa tradição. O profissional da esmaltação tritura e limpa o esmalte bruto, até obter um pó extremamente fino, que em seguida é misturado a essências e óleos aglutinantes para formar a paleta de cores. O esmalte é aplicado por meio de um pincel em finas camadas sucessivas, sendo cada uma delas vitrificada por cozimento em forno a mais de 800°C. Cada peça decorada com esmalte deve ser levada ao forno cerca de 20 vezes. Assim, o esmalte e suas cores tornam-se inalteráveis.

### Engaste e gemologia
A Piaget dispõe do mais importante ateliê de joalheria de Genebra. Todas as gemas são lapidadas, ajustadas e engastadas à mão.
O mesmo acontece com a seleção de diamantes e pedras preciosas. Os diamantes, por exemplo, devem atender a padrões de cor (D a G) e pureza (IF a VVS), sendo rigorosamente controlados segundo um protocolo interno estabelecido com base em critérios de cor, dimensão, pureza e quilate.
O ateliê Piaget é membro do Council for Responsible Jewellery Practices e do Kimberley Process Certification Scheme, que garante o controle da origem dos diamantes utilizados.

## Coleção

### Relógios[7]
- Black Tie
- Altiplano
- Upstream
- Piaget Polo
- Dancer
- Possession
- Miss Protocole
- Limelight
- Exceptional Pieces
- Creative Collection
- G-Shock

### Jóias[8]
- Possession
- Wedding
- Hearts & Charms
- Miss Protocole
- Magic Gardens of Piaget
- Limelight
- Creative Collection
- For Men
- Vivara

## Eventos – Patrocínios

### Spirit Awards
Em 2008, a Piaget patrocinou o Spirit Awards, festival americano de cinema independente. A cerimônia foi realizada no dia 23 de fevereiro de 2008 em Santa Monica, Califórnia.
Os vencedores do prêmio Spirit Awards:
- Melhor Filme: Juno, de Jason Reitman
- Melhor Diretor: Julian Schnabel – O Escafandro e a Borboleta
- Melhor Roteiro: Tamara Jenkins – A Família Savage
- Melhor Atriz: Ellen Page – Juno
- Melhor Ator: Philip Seymour Hoffman – A Família Savage
- Melhor Atriz Coadjuvante: Cate Blanchett – Não Estou Lá
- Melhor Ator Coadjuvante: Chiweteil Ejiofor
- Melhor Filme Estrangeiro: Apenas Uma Vez (Irlanda), de John Carney
- Melhor Primeiro Filme: O Vigia, de Scott Frank

### As lojas Piaget
A Piaget está implantada em 84 países, com mais de 800 lojas repartidas pelo mundo. Os estabelecimentos mais representativos estão situados em grandes metrópoles:
- Piaget Paris - Place Vendôme - Inaugurada em 1992, a loja Piaget Paris se situa em pleno coração do luxo na capital francesa.
- Piaget Mônaco - Beaux Arts - A loja Piaget Mônaco, localizada na avenue des Beaux Arts, foi inaugurada em 1980.
- Piaget Berlim - Kurfürstendamm - Desde 2002, a loja Piaget Berlim está instalada na movimentada Kurfürstendamm, em Berlim.
- Piaget Palm Beach - South County Road - A Piaget inaugurou uma loja em Palm Beach, na Flórida, de frente para o mar.
- Piaget Miami - Collins Avenue - Em pleno coração da Flórida, a Piaget implantou-se na Collins Avenue, no centro da cidade de Miami.
- Piaget Nova York - Fifth Avenue - A Piaget está presente na mais famosa avenida de Nova York, em Manhattan.
- Piaget Las Vegas - Hotel Palazzo - A loja implantada na capital do jogo simboliza a expansão internacional da Piaget.

## Prêmios e recompensas

### Prêmios recebidos
A Piaget, ao longo de sua história, recebeu várias recompensas:
- Em 2000, o júri da revista Montres Passion atribuiu o prêmio Relógio do Ano ao modelo Emperador  [10].
- No Grande Prêmio de Relojoaria de Genebra, o relógio Piaget 1967 recebeu, em 2002, o Prêmio do Relógio Design  [11]; em 2003, foi a vez de o modelo Altiplano XL vencer o Prêmio do Relógio Ultrafino [12].
- Por ocasião do Grande Prêmio de Relojoaria de Genebra, a Piaget foi agraciada com o Prêmio do Relógio Jóia Feminino em 2006, com o modelo Limelight Party [13].
- Em 2006, o relógio Limelight Party foi também designado como o Mais Belo Relógio do Ano de 2006, pela revista Vogue Joyas Spain [14].
- O relógio Piaget Polo Chronograph foi eleito Relógio do Ano em 2007, na categoria Cronógrafo, pelo júri da revista francesa La Revue des Montres [15].
- O modelo Emperador recebeu o prêmio Relógio Masculino do Ano em 2007 (Middle East Watch of the Year Awards 2007), organizado pela revista Alam Assaat Wal Moujawharat.[16].
- O relógio Limelight Party Secret Watch recebeu o título de Relógio do Ano 2007, na categoria Relógio Feminino, atribuído pela revista belga Passion des Montres.[17].

### Prêmio Piaget do Melhor Joalheiro
A Piaget criou, em 2005, o Prêmio do Melhor Joalheiro, atribuído aos alunos que se destacam com mérito no âmbito do Certificat Fédéral de Capacité. Dorian Recordon foi o primeiro vencedor deste prêmio.